# Madonna di Kazan'
La Madonna di Kazan' (in russo Казанская икона Божией Матери?, Kazanskaja ikona Božiej Materi, "icona della Madre di Dio di Kazan'") è un'immagine della Madonna col Bambino di origine bizantina datata all'XI secolo e dispersa nel 1209, ritrovata nel 1579 in Russia nella città di Kazan' da cui prende il nome, nuovamente dispersa nel 1917 e nuovamente ritrovata nel 1953. Attualmente si venerano numerose copie principali dell'originale, la principale delle quali è nota come "Immagine di Fátima" ed è conservata nel Convento della Theotokos a Kazan'.
L'opera originale era composta da una tavola lignea dipinta e parzialmente ricoperta da una riza tempestata di pietre preziose; tutte le copie riprendono lo stesso modello in maniera più o meno ricca. Dopo la sua riscoperta, divenne ben presto l'icona mariana più venerata in Russia nel tardo Medioevo. Era considerata la protettrice della famiglia: una copia veniva donata agli sposi subito dopo la cerimonia nuziale e collocata nella carrozza che li conduceva verso la loro nuova casa, e secondo la tradizione l'icona doveva entrare per prima nella casa, come Signora del focolare domestico.

## Tipo iconografico
Dal punto di vista iconografico, è una variante della Madonna Odigitria, in cui Cristo è raffigurato in piedi, in posizione eretta, con la mano destra benedicente, mentre la sinistra è nascosta dalle pieghe dell'abito. La Madre di Dio (Theotókos) è raffigurata fino alle spalle, con il capo leggermente reclinato verso il Bambino in un gesto di tenerezza (secondo il tipo iconografico della Tenerezza o Eleousa). Le mani della Madre di Dio restano invisibili.

## Storia
Si suppone che l'icona originale sia stata dipinta probabilmente a Costantinopoli all'inizio del secondo millennio e fu poi trasportata dalla capitale dell'Impero bizantino a un monastero di Kazan', a 800 chilometri ad est di Mosca, dal quale, presumibilmente a causa dell'invasione dei Tatari, scomparve nel 1209.
Dopo la conquista del Khanato di Kazan' da parte di Ivan il Terribile nel 1552, fu secondo la leggenda ritrovata miracolosamente l'8 luglio 1579 a Kazan', dopo un violento incendio che aveva quasi completamente distrutto la città. Secondo la tradizione fu la Madonna stessa, apparsa in sogno a una bambina, figlia di un soldato che aveva avuto la casa devastata dal fuoco, a indicarle il luogo dove trovare l'icona: sotto le macerie della sua stessa abitazione. La santa icona venne così alla luce, avvolta in un vecchio drappo e perfettamente conservata. L'icona fu trasportata con solenne processione nella vicina cattedrale di San Nicola e successivamente fu collocata nella cattedrale dell'Annunciazione. In ricordo del miracoloso evento, nel 1595 venne istituita la festa da celebrarsi localmente ogni anno l'8 luglio.
Il culto della Madre di Dio di Kazan' non si limitò alla sola immagine custodita in quella città. Infatti, sin dal rinvenimento del prototipo, furono eseguite innumerevoli copie dell'icona originale. La Madonna di Kazan' divenne ben presto la Vergine protettrice della Russia. Nel 1612, nel corso della guerra polacco-moscovita, una copia dell'icona venne inviata a Mosca alle milizie russe di Minin e di Požarskij che guidavano la resistenza contro le armate polacche: la liberazione della città, il 22 ottobre, fu attribuita all'intercessione della Santa Madre di Dio di Kazan'. In seguito, la Madonna di Kazan' divenne il vessillo della vittoria dello Zar Pietro il Grande sugli svedesi nella battaglia di Poltava e, più tardi, della sconfitta di Napoleone durante la campagna di Russia nel 1812. Venerata come la "Liberatrice della Russia", l'immagine divenne l'icona di famiglia degli zar: nel 1721 Pietro il Grande ne commissionò una copia da porre nella cattedrale della nuova capitale di San Pietroburgo.

### Dal XX secolo
All'inizio del Novecento esistevano in Russia varie copie consacrate, in seguito tutte o distrutte o trafugate nel corso delle due rivoluzioni russe, quella del 1905 e quella del 1917; durante quest'ultima venne trafugata anche l'icona ritrovata nel 1579. L'ultimo atto politico dello zar Nicola II, nel 1918, fu quello di consacrare il suo impero alla Madre di Dio di Kazan'. Qualche giorno più tardi lo zar fu arrestato e ucciso insieme a tutta la sua famiglia. 
Secondo varie testimonianze, l'icona riapparve in occidente negli anni 1920 in seguito alla vendita di oggetti religiosi, di opere d'arte e di tutto ciò che il regime sovietico riteneva superfluo e non necessario alla Russia post-rivoluzionaria. Nel 1953 l'icona venne acquistata nel Regno Unito da Frederick Albert Mitchell-Hedges, che la riteneva l'originale del 1579.
Intorno al 1962-1963, l'icona venne trasferita a San Francisco, dove la comunità ortodossa statunitense tentò infruttuosamente di acquistarla attraverso una raccolta di fondi. Successivamente l'icona venne acquistata dalla Blue Army, un'associazione cattolica statunitense, e nel 1970 trasferita nella cappella bizantina del santuario di Fátima in Portogallo, finché non venne costruita una apposita cappella dedicatale nel 1985.
Nel marzo 1993 l'icona della Madonna di Kazan' fu donata a Papa Giovanni Paolo II, devoto alla Madonna, che l'ha custodita e pregata nel suo studio privato nel Palazzo Apostolico in Vaticano fino a quando decise di restituirla alla cattedrale dell'Annunciazione di Kazan' come auspicio per il dialogo tra la Chiesa cattolica e quella ortodossa; nell'impossibilità di recarsi personalmente in Russia, il 28 agosto 2004 Giovanni Paolo II consegnò l'opera al patriarca di Mosca Alessio II. Dall'omelia di Giovanni Paolo II Papa, nel corso dell'Udienza Generale del 25 agosto 2004, in occasione del ritorno dell'icona in Russia:
La cerimonia di consegna dell'opera si è svolta presso la cattedrale della Dormizione a Mosca per mano del cardinale Walter Kasper, l'allora presidente del Pontificio consiglio per la promozione dell'unità dei cristiani.

## Immagine di Fátima
L'opera oggi maggiormente associata al nome di Madonna di Kazan' è la copia denominata "Immagine di Fátima" per via della sua ostensione nel Santuario di Fátima in Portogallo dal 1970 al 1993; dal 1993 al 2004 l'Immagine è stata conservata nel Palazzo Apostolico in Vaticano e dal 2004 è nel Monastero della Theotokos a Kazan' in Russia.
Prima di essere restituita alla Russia, il 1º aprile 2003 l'icona venne sottoposta a una accurata perizia da parte di una commissione di esperti russi e vaticani nel Palazzo Apostolico. La commissione giunse alle seguenti conclusioni:
- l'icona è dipinta su una tavola di tiglio di cm 31,5 x 26,1 e presenta evidenti tracce di cera colata attribuibili all'originale uso liturgico e cultuale;
- alcuni elementi stilistici della pittura riconducono al modello delle opere dei maestri del Palazzo dell'Armeria del Cremlino fra la fine del XVII e l'inizio del XVIII secolo;
- l'autore doveva essere un maestro provinciale russo;
- la pittura è autentica e testimonia che l'icona è stata dipinta per venire ricoperta da una riza (il rivestimento metallico);
- lungo i bordi si notano fori di chiodi di diverso diametro, il che fa supporre l'esistenza di una copertura precedente all'attuale;
- la riza è eseguita in argento dorato con una incisione semplice in stile provinciale tardo barocco russo, è stata appositamente realizzata per questa icona in tempo non lontano dalla pittura della stessa, ed è arricchita da numerose pietre preziose, alcune applicate originariamente e altre in fasi successive, come evidenziato sia dall'esame diretto che dalla documentazione fotografica presentata alla Commissione;
- al momento attuale, l'icona è conservata in una custodia che sembrerebbe eseguita nel XX secolo.

La perizia confermò che si era in presenza di una icona autentica, attribuibile a un periodo non successivo alla prima metà del XVIII secolo, e che la preziosa copertura, realizzata forse a seguito di un evento particolare, permetteva di dedurre che l'icona fosse stata oggetto di culto e di particolare venerazione. Poiché l'Immagine di Fátima è probabilmente proprio l'icona ritrovata a Kazan' nel 1579, questo vuol dire che il "ritrovamento miracoloso" di quell'anno non riguardava l'originale del XI secolo, andato disperso, ma una copia del tempo, il che spiega lo stato di conservazione perfetto allora rilevato.